# Rafaela Aparicio
Rafaela Aparicio, nata Rafaela Díaz Valiente (Marbella, 9 aprile 1906 – Madrid, 9 giugno 1996), è stata un'attrice spagnola.
Ha vinto il Premio Goya alla carriera nel 1988.

## Filmografia parziale
- El extraño viaje, regia di Fernando Fernán Gómez (1964)
- La corsa pazza di sorella sprint (Suor Citroen), regia di Pedro Lazaga (1967)
- Anna e i lupi (Ana y los lobos), regia di Carlos Saura (1972)
- Mamà compie 100 anni (Mamá cumple cien años), regia di Carlos Saura (1979)
- El sur, regia di Víctor Erice (1983)
- L'anno delle luci (El año de las luces), regia di Fernando Trueba (1986)
- L'aria di un crimine (El aire de un crimen), regia di Antonio Isasi-Isasmendi (1988)
- Il mare e il tempo (El mar y el tiempo), regia di Fernando Fernán Gómez (1989)